# Митино (Пермский край)
Митино — деревня в Кочёвском районе Пермского края. Входит в состав Юксеевского сельского поселения. Располагается севернее районного центра, села Кочёво. Расстояние до районного центра составляет 37 км. По данным Всероссийской переписи населения 2010 года, в деревне проживало 168 человек (86 мужчин и 82 женщины).

## История
По данным на 1 июля 1963 года, в деревне проживало 254 человека. Населённый пункт входил в состав Юксеевского сельсовета.